# Petersburg (Alaska)
Petersburg is een plaats (city) in de Amerikaanse staat Alaska, en valt bestuurlijk gezien onder Wrangell-Petersburg Census Area.

## Demografie
Bij de volkstelling in 2000 werd het aantal inwoners vastgesteld op 3224.
In 2006 is het aantal inwoners door het United States Census Bureau geschat op 2931, een daling van 293 (-9.1%).

## Geografie
Volgens het United States Census Bureau beslaat de plaats een oppervlakte van 119,2 km², waarvan 113,6 km² land en 5,6 km² water.
De plaats ligt op Mitkof Island aan de Wrangell Narrows, vlak bij de monding ervan in de Frederick Sound. Aan de overzijde van de Wrangell Narrows ligt de plaats Kupreanof op de Lindenberg Peninsula van Kupreanof Island.

## Plaatsen in de nabije omgeving
De onderstaande figuur toont nabijgelegen plaatsen in een straal van 72 km rond Petersburg.